# OHL 2014/15
Die OHL-Saison 2014/15 war die 35. Spielzeit der Ontario Hockey League. Die reguläre Saison begann am 24. September 2014 und endete am 22. März 2015 mit dem Gewinn der Hamilton Spectator Trophy durch die Sault Ste. Marie Greyhounds. Die Playoffs, die vom 26. März bis zum 15. Mai gespielt wurden, gewannen die Oshawa Generals, die damit den 13. J. Ross Robertson Cup ihrer Geschichte errangen.

## Reguläre Saison

### Platzierungen
Abkürzungen: GP = Spiele, W = Siege, L = Niederlagen, OTL = Niederlage nach Overtime, SOL = Niederlage nach Shootout, GF = Erzielte Tore, GA = Gegentore, Pts = Punkte

Erläuterungen:       = Play-off-Qualifikation,       = Division-Sieger,       = Conference-Sieger,       = Hamilton-Spectator-Trophy-Gewinner

#### Eastern Conference
|                        | GP | W  | L  | OTL | SOL | GF  | GA  | Pts |
| ---------------------- | -- | -- | -- | --- | --- | --- | --- | --- |
| Oshawa Generals        | 68 | 51 | 11 | 2   | 4   | 292 | 157 | 108 |
| Barrie Colts           | 68 | 41 | 24 | 1   | 2   | 278 | 227 | 85  |
| North Bay Battalion    | 68 | 37 | 20 | 6   | 5   | 237 | 195 | 85  |
| Ottawa 67’s            | 68 | 38 | 25 | 4   | 1   | 239 | 220 | 81  |
| Niagara IceDogs        | 68 | 37 | 27 | 2   | 2   | 274 | 237 | 78  |
| Kingston Frontenacs    | 68 | 32 | 28 | 5   | 3   | 196 | 197 | 72  |
| Belleville Bulls       | 68 | 27 | 33 | 3   | 5   | 203 | 246 | 62  |
| Peterborough Petes     | 68 | 26 | 36 | 1   | 5   | 203 | 268 | 58  |
| Mississauga Steelheads | 68 | 25 | 40 | 2   | 1   | 178 | 265 | 53  |
| Sudbury Wolves         | 68 | 12 | 54 | 1   | 1   | 149 | 323 | 26  |

#### Western Conference
|                             | GP | W  | L  | OTL | SOL | GF  | GA  | Pts |
| --------------------------- | -- | -- | -- | --- | --- | --- | --- | --- |
| Sault Ste. Marie Greyhounds | 68 | 54 | 12 | 0   | 2   | 342 | 106 | 110 |
| Erie Otters                 | 68 | 50 | 14 | 2   | 2   | 331 | 212 | 104 |
| London Knights              | 68 | 40 | 24 | 1   | 3   | 289 | 260 | 84  |
| Guelph Storm                | 68 | 38 | 26 | 2   | 2   | 237 | 237 | 80  |
| Owen Sound Attack           | 68 | 35 | 24 | 2   | 7   | 240 | 211 | 79  |
| Kitchener Rangers           | 68 | 32 | 26 | 3   | 7   | 216 | 221 | 74  |
| Sarnia Sting                | 68 | 29 | 32 | 4   | 3   | 232 | 263 | 65  |
| Saginaw Spirit              | 68 | 29 | 36 | 2   | 1   | 212 | 271 | 61  |
| Plymouth Whalers            | 68 | 23 | 38 | 5   | 2   | 195 | 255 | 53  |
| Windsor Spitfires           | 68 | 24 | 40 | 2   | 2   | 223 | 305 | 52  |

### Beste Scorer
Abkürzungen: GP = Spiele, G = Tore, A = Assists, Pts = Punkte, PIM = Strafminuten; Fett: Saisonbestwert
| Spieler           | Team           | GP | G  | A  | Pts | PIM |
| ----------------- | -------------- | -- | -- | -- | --- | --- |
| Dylan Strome      | Erie Otters    | 68 | 45 | 84 | 129 | 32  |
| Mitchell Marner   | London Knights | 63 | 44 | 82 | 126 | 53  |
| Connor McDavid    | Erie Otters    | 47 | 44 | 76 | 120 | 48  |
| Joseph Blandisi   | Barrie Colts   | 68 | 52 | 60 | 112 | 126 |
| Christian Dvorak  | London Knights | 66 | 41 | 68 | 109 | 24  |
| Kevin Labanc      | Barrie Colts   | 68 | 31 | 76 | 107 | 55  |
| Alex DeBrincat    | Erie Otters    | 68 | 51 | 53 | 104 | 73  |
| Andrew Mangiapane | Barrie Colts   | 68 | 43 | 61 | 104 | 54  |
| Max Domi          | London Knights | 57 | 32 | 70 | 102 | 66  |
| Tyler Bertuzzi    | Guelph Storm   | 68 | 43 | 55 | 98  | 91  |

### Beste Torhüter
Abkürzungen: GP = Spiele, TOI = Eiszeit (in Minuten), W = Siege, L = Niederlagen, OTL = Overtime/Shootout-Niederlagen, GA = Gegentore, SO = Shutouts, Sv% = gehaltene Schüsse (in %), GAA = Gegentorschnitt; Fett: Saisonbestwert
Es werden nur Torhüter erfasst, die mindestens 1632 Spielminuten absolviert haben. Sortiert nach bestem Gegentorschnitt.
| Spieler           | Team                        | GP | TOI  | W  | L  | OTL | GA  | SO | Sv%  | GAA  |
| ----------------- | --------------------------- | -- | ---- | -- | -- | --- | --- | -- | ---- | ---- |
| Ken Appleby       | Oshawa Generals             | 50 | 2935 | 38 | 7  | 4   | 102 | 6  | 92,4 | 2,08 |
| Lucas Peressini   | Kingston Frontenacs         | 59 | 3413 | 30 | 20 | 6   | 132 | 5  | 92,2 | 2,32 |
| Brandon Halverson | Sault Ste. Marie Greyhounds | 50 | 2784 | 40 | 5  | 2   | 122 | 6  | 91,3 | 2,63 |

## Play-offs

### Play-off-Baum
|  | Conference-Viertelfinale                              | Conference-Viertelfinale | Conference-Viertelfinale |                    | Conference-Halbfinale       | Conference-Halbfinale | Conference-Halbfinale |                 |                     | Conference-Finale | Conference-Finale | Conference-Finale |  |  | J.-Ross-Robertson-Cup-Finale | J.-Ross-Robertson-Cup-Finale | J.-Ross-Robertson-Cup-Finale |
|  |                                                       |                          |                          |                    |                             |                       |                       |                 |                     |                   |                   |                   |  |  |                              |                              |                              |
|  | 1                                                     | Oshawa Generals          | 4                        |                    | 1                           | Oshawa Generals       | 4                     |                 |                     |                   |                   |                   |  |  |                              |                              |                              |
|  | 8                                                     | Peterborough Petes       | 1                        | 5                  | Niagara IceDogs             | 1                     |                       |                 |                     |                   |                   |                   |  |  |                              |                              |                              |
|  |                                                       |                          |                          |                    |                             |                       |                       |                 |                     |                   |                   |                   |  |  |                              |                              |                              |
|  | 2                                                     | Barrie Colts             | 4                        | Eastern Conference | Eastern Conference          | Eastern Conference    |                       |                 |                     |                   |                   |                   |  |  |                              |                              |                              |
|  | 7                                                     | Belleville Bulls         | 0                        |                    |                             |                       |                       |                 |                     |                   |                   |                   |  |  |                              |                              |                              |
|  | 7                                                     | Belleville Bulls         | 0                        | 1                  | Oshawa Generals             | 4                     |                       |                 |                     |                   |                   |                   |  |  |                              |                              |                              |
|  |                                                       |                          |                          | 1                  | Oshawa Generals             | 4                     |                       |                 |                     |                   |                   |                   |  |  |                              |                              |                              |
|  |                                                       | 3                        | North Bay Battalion      | 2                  |                             |                       |                       |                 |                     |                   |                   |                   |  |  |                              |                              |                              |
|  | 3                                                     | 3                        | North Bay Battalion      | 2                  | North Bay Battalion         | 4                     |                       |                 |                     |                   |                   |                   |  |  |                              |                              |                              |
|  | 3                                                     |                          |                          |                    | North Bay Battalion         | 4                     |                       |                 |                     |                   |                   |                   |  |  |                              |                              |                              |
|  | 6                                                     | Kingston Frontenacs      | 0                        |                    |                             |                       |                       |                 |                     |                   |                   |                   |  |  |                              |                              |                              |
|  |                                                       |                          |                          |                    |                             |                       |                       |                 |                     |                   |                   |                   |  |  |                              |                              |                              |
|  | 4                                                     | Ottawa 67’s              | 2                        | 2                  | Barrie Colts                | 1                     |                       |                 |                     |                   |                   |                   |  |  |                              |                              |                              |
|  | 5                                                     | Niagara IceDogs          | 4                        | 3                  | North Bay Battalion         | 4                     |                       |                 |                     |                   |                   |                   |  |  |                              |                              |                              |
|  | 5                                                     | Niagara IceDogs          | 4                        | 3                  | North Bay Battalion         | 4                     | 1                     | Oshawa Generals | 4                   |                   |                   |                   |  |  |                              |                              |                              |
|  | (Die Teams werden nach der ersten Runde neu gesetzt.) |                          |                          |                    |                             |                       | 1                     | Oshawa Generals | 4                   |                   |                   |                   |  |  |                              |                              |                              |
|  |                                                       | 2                        | Erie Otters              | 1                  |                             |                       |                       |                 |                     |                   |                   |                   |  |  |                              |                              |                              |
|  | 1                                                     | 2                        | Erie Otters              | 1                  | S. S. M. Greyhounds         | 4                     |                       | 1               | S. S. M. Greyhounds | 4                 |                   |                   |  |  |                              |                              |                              |
|  | 1                                                     |                          |                          |                    | S. S. M. Greyhounds         | 4                     |                       | 1               | S. S. M. Greyhounds | 4                 |                   |                   |  |  |                              |                              |                              |
|  | 8                                                     | Saginaw Spirit           | 0                        | 4                  | Guelph Storm                | 0                     |                       |                 |                     |                   |                   |                   |  |  |                              |                              |                              |
|  |                                                       |                          |                          |                    |                             |                       |                       |                 |                     |                   |                   |                   |  |  |                              |                              |                              |
|  | 2                                                     | Erie Otters              | 4                        |                    |                             |                       |                       |                 |                     |                   |                   |                   |  |  |                              |                              |                              |
|  | 7                                                     | Sarnia Sting             | 1                        |                    |                             |                       |                       |                 |                     |                   |                   |                   |  |  |                              |                              |                              |
|  | 7                                                     | Sarnia Sting             | 1                        | 1                  | Sault Ste. Marie Greyhounds | 2                     |                       |                 |                     |                   |                   |                   |  |  |                              |                              |                              |
|  |                                                       |                          |                          | 1                  | Sault Ste. Marie Greyhounds | 2                     |                       |                 |                     |                   |                   |                   |  |  |                              |                              |                              |
|  |                                                       | 2                        | Erie Otters              | 4                  |                             |                       |                       |                 |                     |                   |                   |                   |  |  |                              |                              |                              |
|  | 3                                                     | 2                        | Erie Otters              | 4                  | London Knights              | 4                     |                       |                 |                     |                   |                   |                   |  |  |                              |                              |                              |
|  | 3                                                     |                          |                          |                    | London Knights              | 4                     |                       |                 |                     |                   |                   |                   |  |  |                              |                              |                              |
|  | 6                                                     | Kitchener Rangers        | 2                        | Western Conference | Western Conference          | Western Conference    |                       |                 |                     |                   |                   |                   |  |  |                              |                              |                              |
|  |                                                       |                          |                          |                    |                             |                       |                       |                 |                     |                   |                   |                   |  |  |                              |                              |                              |
|  | 4                                                     | Guelph Storm             | 4                        | 2                  | Erie Otters                 | 4                     |                       |                 |                     |                   |                   |                   |  |  |                              |                              |                              |
|  | 5                                                     | Owen Sound Attack        | 1                        | 3                  | London Knights              | 0                     |                       |                 |                     |                   |                   |                   |  |  |                              |                              |                              |

### J.-Ross-Robertson-Cup-Sieger
| J.-Ross-Robertson-Cup-Sieger Oshawa Generals | Torhüter: Ken Appleby, Jeremy Brodeur Verteidiger: Josh Brown, Chris Carlisle, Stephen Desrocher, Sonny Hertzberg, Dakota Mermis, Will Petschenig, Mitchell Vande Sompel, Stephen Templeton Angreifer: Cole Cassels, Anthony Cirelli, Michael Dal Colle, Sam Harding, Kenny Huether, Bradley Latour, Tobias Lindberg, Joe Manchurek, Michael McCarron, Matthew Mistele, Brent Pedersen, Hunter Smith, Michael Turner, Aidan Wallace Cheftrainer: D. J. Smith |

### Beste Scorer
Abkürzungen: GP = Spiele, G = Tore, A = Assists, Pts = Punkte, PIM = Strafminuten; Fett: Saisonbestwert
| Spieler           | Team                        | GP | G  | A  | Pts | PIM |
| ----------------- | --------------------------- | -- | -- | -- | --- | --- |
| Connor McDavid    | Erie Otters                 | 20 | 21 | 28 | 49  | 12  |
| Cole Cassels      | Oshawa Generals             | 21 | 10 | 21 | 31  | 14  |
| Michael Dal Colle | Oshawa Generals             | 21 | 8  | 23 | 31  | 2   |
| Nick Ritchie      | Sault Ste. Marie Greyhounds | 14 | 13 | 13 | 26  | 28  |
| Remi Elie         | Erie Otters                 | 20 | 4  | 20 | 24  | 20  |
| Nicholas Baptiste | Erie Otters                 | 20 | 12 | 11 | 23  | 10  |
| Dylan Strome      | Erie Otters                 | 20 | 10 | 12 | 22  | 12  |
| Tobias Lindberg   | Oshawa Generals             | 21 | 7  | 12 | 19  | 8   |
| Michael McCarron  | Oshawa Generals             | 21 | 9  | 9  | 18  | 33  |
| Hunter Smith      | Oshawa Generals             | 21 | 9  | 9  | 18  | 38  |

### Beste Torhüter
Abkürzungen: GP = Spiele, TOI = Eiszeit (in Minuten), W = Siege, L = Niederlagen, OTL = Overtime/Shootout-Niederlagen, GA = Gegentore, SO = Shutouts, Sv% = gehaltene Schüsse (in %), GAA = Gegentorschnitt
Es werden nur Torhüter erfasst, die mindestens 222 Spielminuten absolviert haben. Sortiert nach bestem Gegentorschnitt.
| Spieler     | Team                | GP | TOI  | W  | L | OTL | GA | SO | Sv%  | GAA  |
| ----------- | ------------------- | -- | ---- | -- | - | --- | -- | -- | ---- | ---- |
| Jake Smith  | North Bay Battalion | 15 | 931  | 10 | 4 | 1   | 31 | 1  | 92,7 | 2,00 |
| Ken Appleby | Oshawa Generals     | 21 | 1259 | 16 | 4 | 1   | 47 | 2  | 92,2 | 2,24 |
| Jack Flinn  | Owen Sound Attack   | 5  | 305  | 1  | 2 | 2   | 13 | 0  | 91,5 | 2,56 |

Die beste Fangquote erreichte Matthew Mancina von den Peterborough Petes mit 92,8 %.

## Auszeichnungen

### All-Star-Teams
| First All-Star-Team |                                             |
| Angriff:            | Max Domi – Connor McDavid – Mitchell Marner |
| Verteidigung:       | Chris Bigras – Anthony DeAngelo             |
| Tor:                | Lucas Peressini                             |
| Trainer:            | Sheldon Keefe                               |

| Second All-Star-Team |                                                |
| Angriff:             | Tyler Bertuzzi – Dylan Strome – Alex DeBrincat |
| Verteidigung:        | Rasmus Andersson – Darnell Nurse               |
| Tor:                 | Ken Appleby                                    |
| Trainer:             | Jeff Brown                                     |

| Third All-Star-Team |                                                           |
| Angriff:            | Michael Dal Colle – Joseph Blandisi – Sergei Toltschinski |
| Verteidigung:       | Jakob Chychrun – Jordan Subban                            |
| Tor:                | Alex Nedeljkovic                                          |
| Trainer:            | D. J. Smith                                               |

### All-Rookie-Teams
| First All-Rookie-Team |                                              |
| Angriff:              | Tim Gettinger – Pavel Zacha – Alex DeBrincat |
| Verteidigung:         | Gustav Bouramman – Jakob Chychrun            |
| Tor:                  | Michael McNiven                              |

| Second All-Rookie-Team |                                              |
| Angriff:               | Adam Mascherin – Logan Brown – Zach Senyshyn |
| Verteidigung:          | Victor Mete – Keaton Middleton               |
| Tor:                   | Evan Cormier                                 |

### Vergebene Trophäen
| Auszeichnung                                  | Auszeichnung               | Team                                     |
| --------------------------------------------- | -------------------------- | ---------------------------------------- |
| J. Ross Robertson Cup                         | J. Ross Robertson Cup      | Oshawa Generals                          |
| Hamilton Spectator Trophy                     | Hamilton Spectator Trophy  | Sault Ste. Marie Greyhounds              |
| Bobby Orr Trophy                              | Bobby Orr Trophy           | Oshawa Generals                          |
| Wayne Gretzky Trophy                          | Wayne Gretzky Trophy       | Erie Otters                              |
| Emms Trophy                                   | Emms Trophy                | Barrie Colts                             |
| Leyden Trophy                                 | Leyden Trophy              | Oshawa Generals                          |
| Holody Trophy                                 | Holody Trophy              | Erie Otters                              |
| Bumbacco Trophy                               | Bumbacco Trophy            | Sault Ste. Marie Greyhounds              |
| Auszeichnung                                  | Spieler                    | Team                                     |
| Red Tilson Trophy                             | Connor McDavid             | Erie Otters                              |
| Eddie Powers Memorial Trophy                  | Dylan Strome               | Erie Otters                              |
| Matt Leyden Trophy                            | Sheldon Keefe              | Sault Ste. Marie Greyhounds              |
| Jim Mahon Memorial Trophy                     | Mitchell Marner            | London Knights                           |
| Max Kaminsky Trophy                           | Anthony DeAngelo           | Sarnia Sting Sault Ste. Marie Greyhounds |
| OHL Goaltender of the Year                    | Lucas Peressini            | Kingston Frontenacs                      |
| Jack Ferguson Award                           | David Levin                | Sudbury Wolves                           |
| Dave Pinkney Trophy                           | Ken Appleby Jeremy Brodeur | Oshawa Generals                          |
| Emms Family Award                             | Alex DeBrincat             | Erie Otters                              |
| F. W. „Dinty“ Moore Trophy                    | Michael McNiven            | Owen Sound Attack                        |
| Dan Snyder Memorial Trophy                    | Nick Paul                  | North Bay Battalion                      |
| William Hanley Trophy                         | Dylan Strome               | Erie Otters                              |
| Leo Lalonde Memorial Trophy                   | Joseph Blandis             | Barrie Colts                             |
| Bobby Smith Trophy                            | Connor McDavid             | Erie Otters                              |
| Roger Neilson Memorial Award                  | Justin Nichols             | Guelph Storm                             |
| Ivan Tennant Memorial Award                   | Stephen Dhillon            | Niagara IceDogs                          |
| Mickey Renaud Captain’s Trophy                | Max Domi                   | London Knights                           |
| Wayne Gretzky 99 Award                        | Connor McDavid             | Erie Otters                              |
| Ken Bodendistel Character Award for Officials | Steve Corlyon              |                                          |